# جینک‌گولید

ساختار شیمیایی جینگ‌کولید بی

جینکولیدها (به انگلیسی: Ginkgolide) ترکیباتی لاکتون‌های و از نظر بیولوژیکی فعال هستند که در درختان کهن‌دار وجود دارند. این ترکیبات که متشکل از ساختارهایی دی‌ترپنی هستند دارای اسکلتی ۲۰ کربنی هستند که از ژرانیل ژرانیل پیروفسفات بیوسنتز می‌شوند.